# 老圃駅
老圃駅（ノポえき）は、大韓民国釜山広域市金井区にある釜山交通公社1号線の駅である。同線の終着駅であり、駅番号は134。「総合バスターミナル」を副駅名としている。
当駅を起点とする梁山都市鉄道が開業する予定である。

## 駅構造
相対式ホーム2面2線の地上駅。スクリーンタイプのホームドアが設置されている。出入口は3箇所に設けられている。

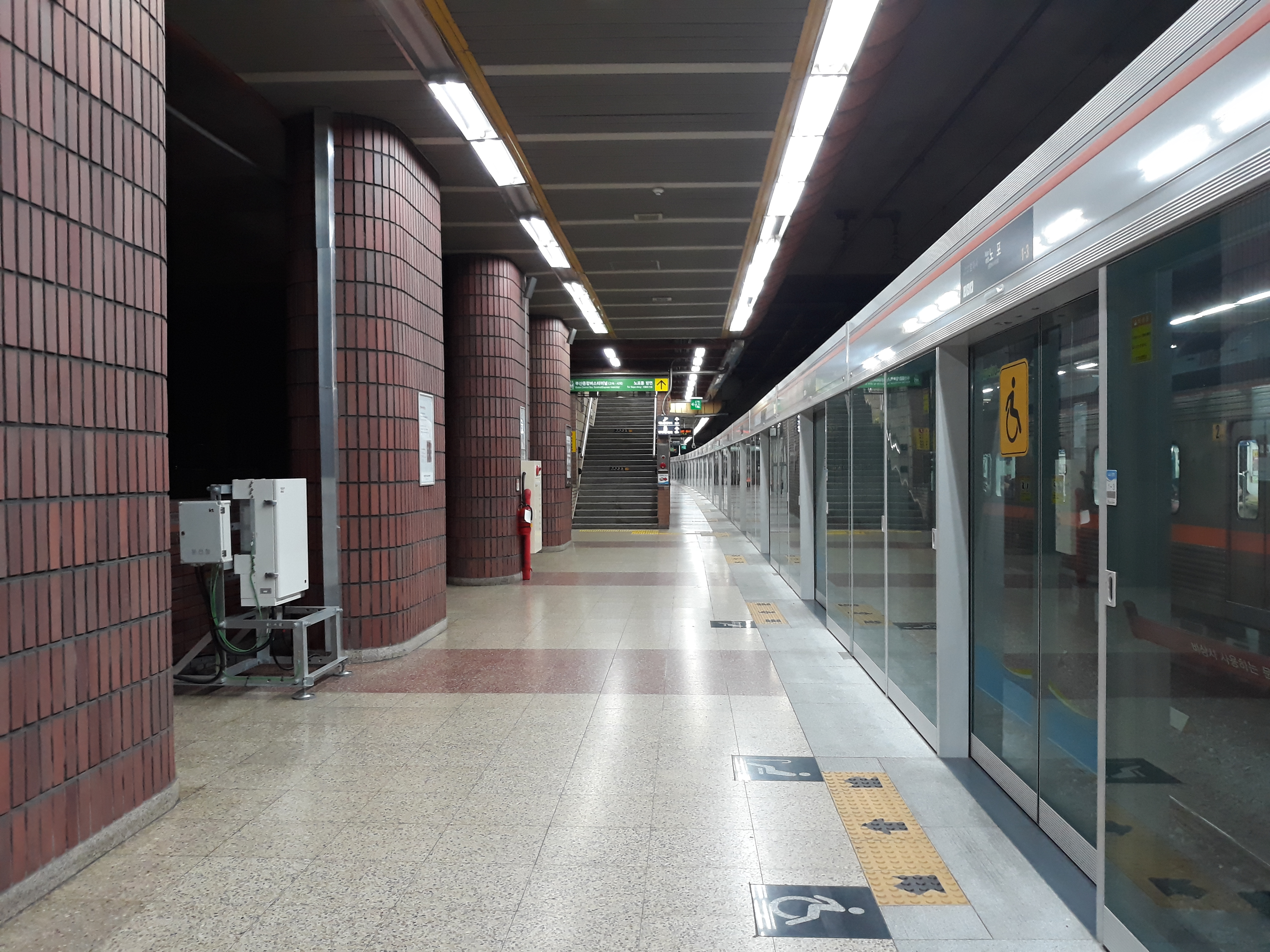
下りホーム（2018年2月）
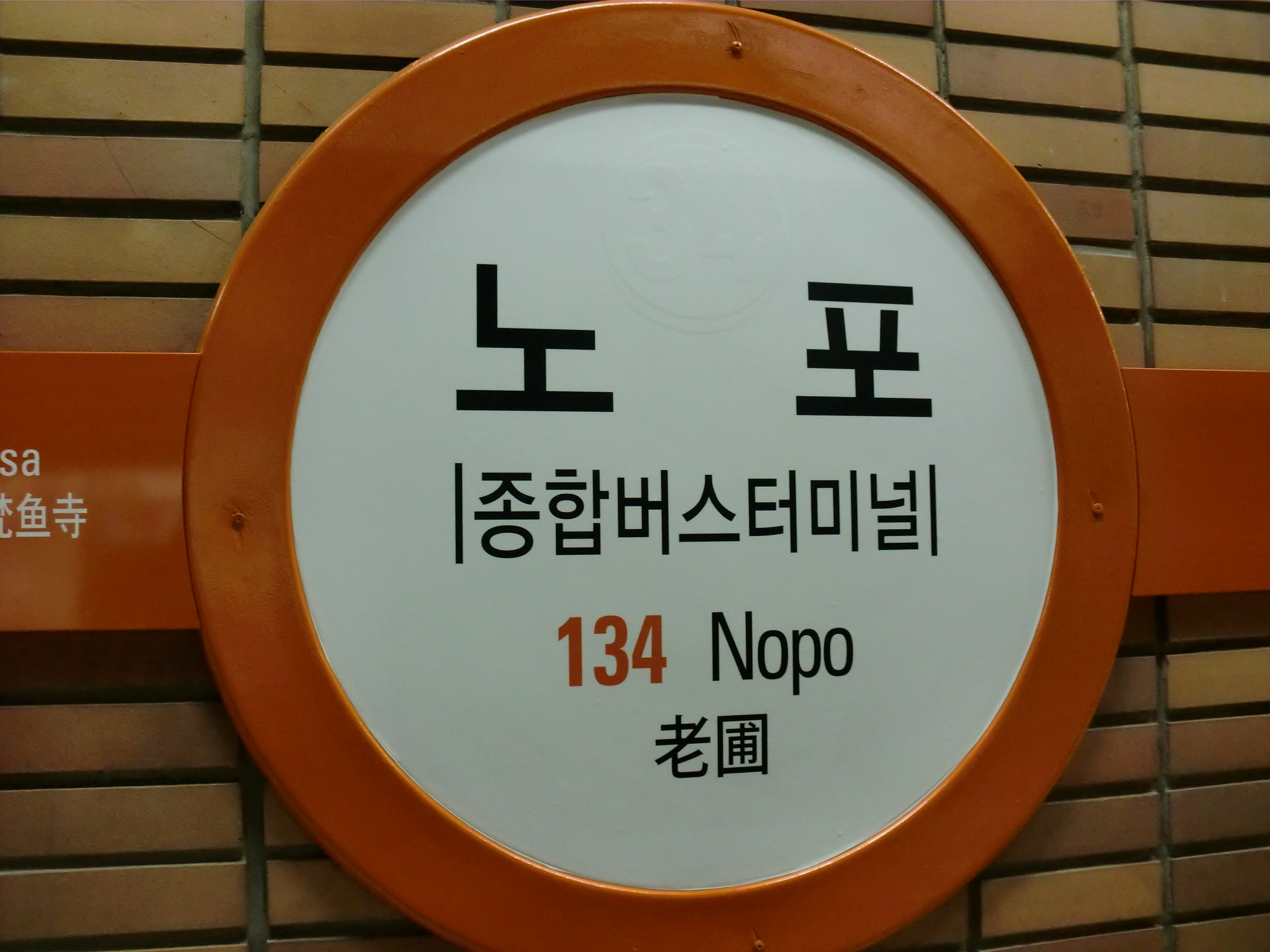
駅名標
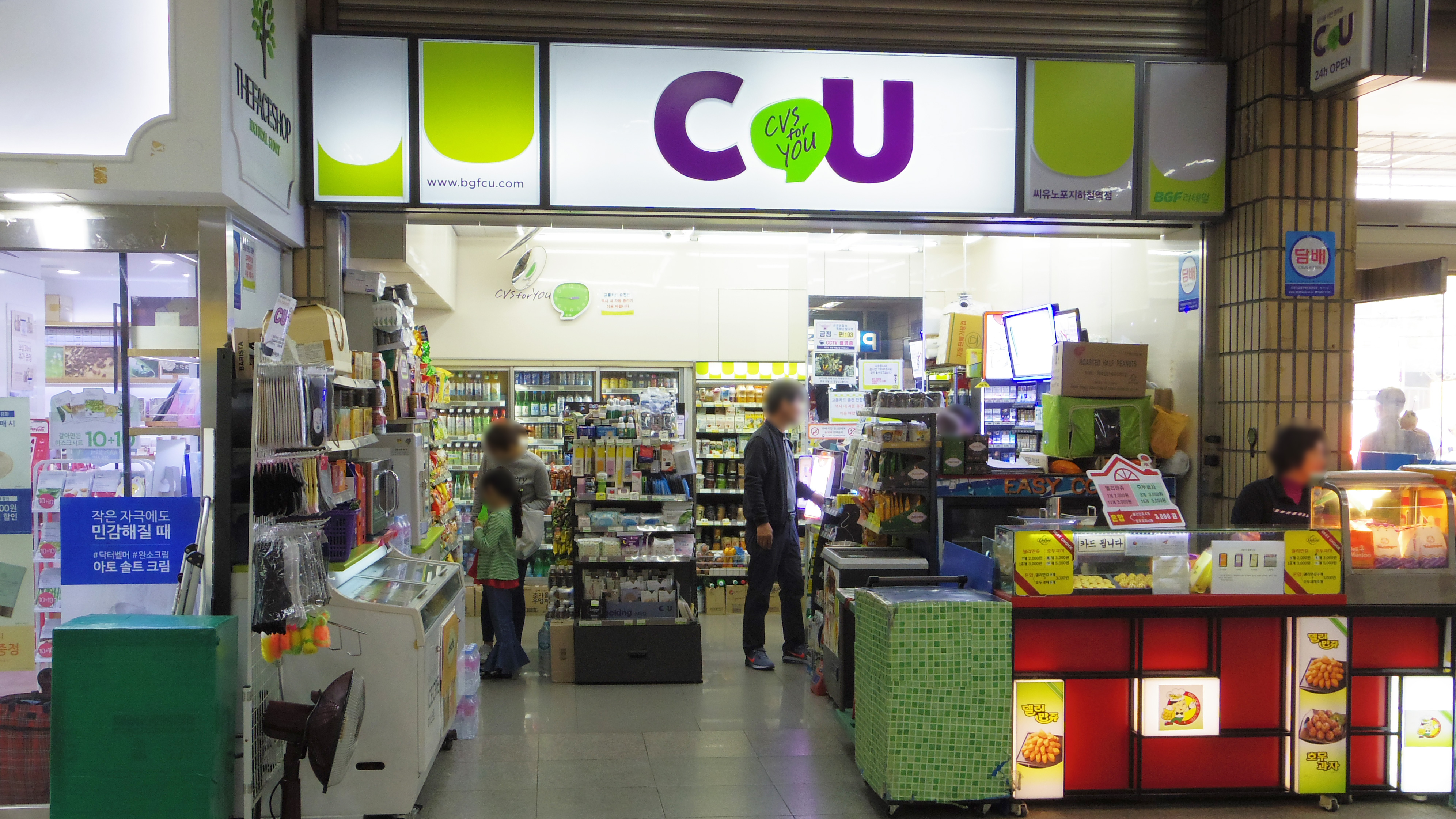
CU老圃地下鉄駅店（2018年4月）

### のりば
| 上り | 1号線 | 多大浦海水浴場方面 |
| 下り | 1号線 | 降車専用           |

## 歴史
- 1986年12月19日 - 1号線梵魚寺 - 当駅間開通に伴い、老圃洞駅（노포동역）として開業。
- 2010年2月24日 - 老圃駅に改称。
- 2026年上半期 - 梁山都市鉄道が開業予定。

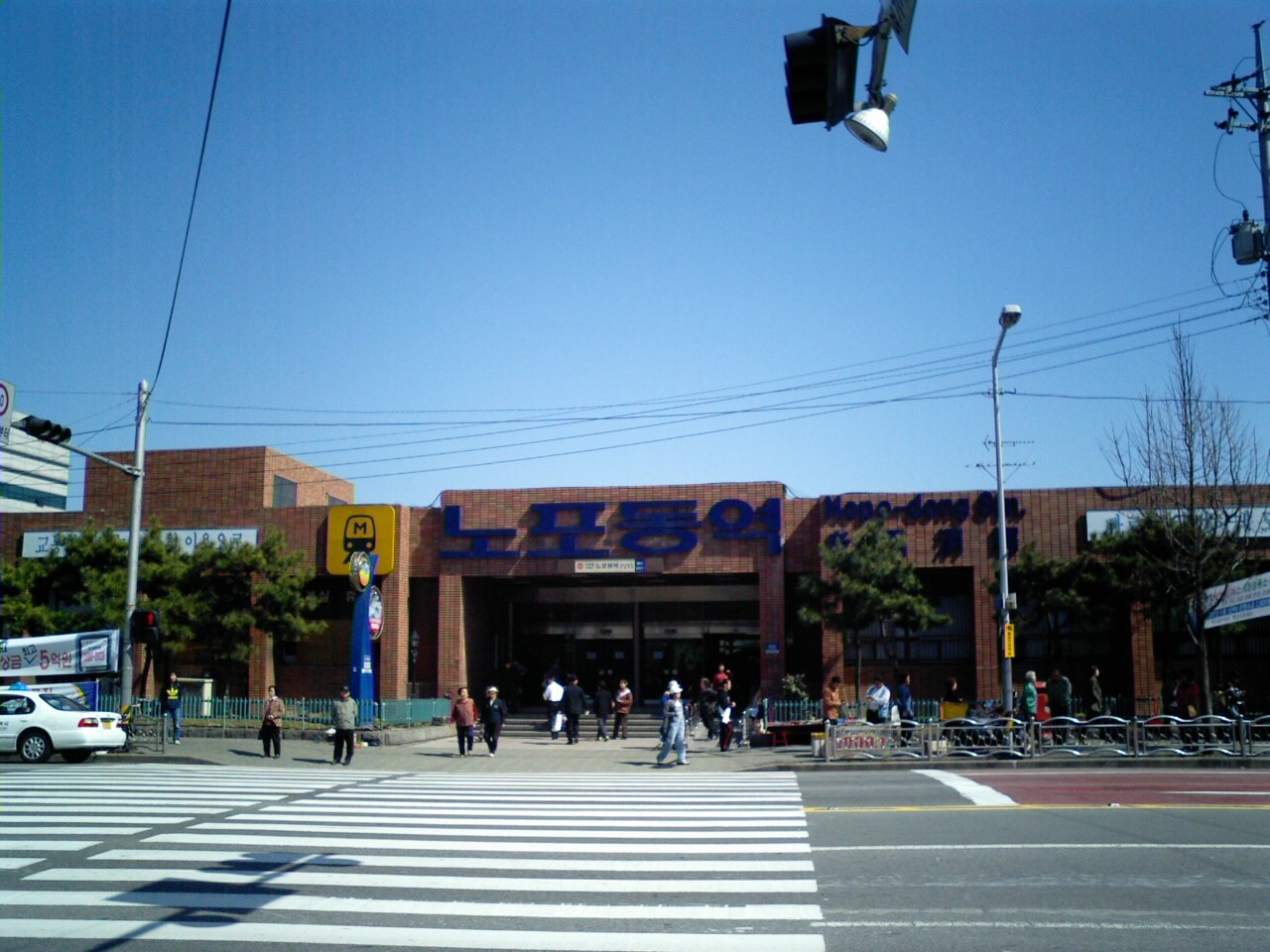
改称前の駅舎（2008年4月）
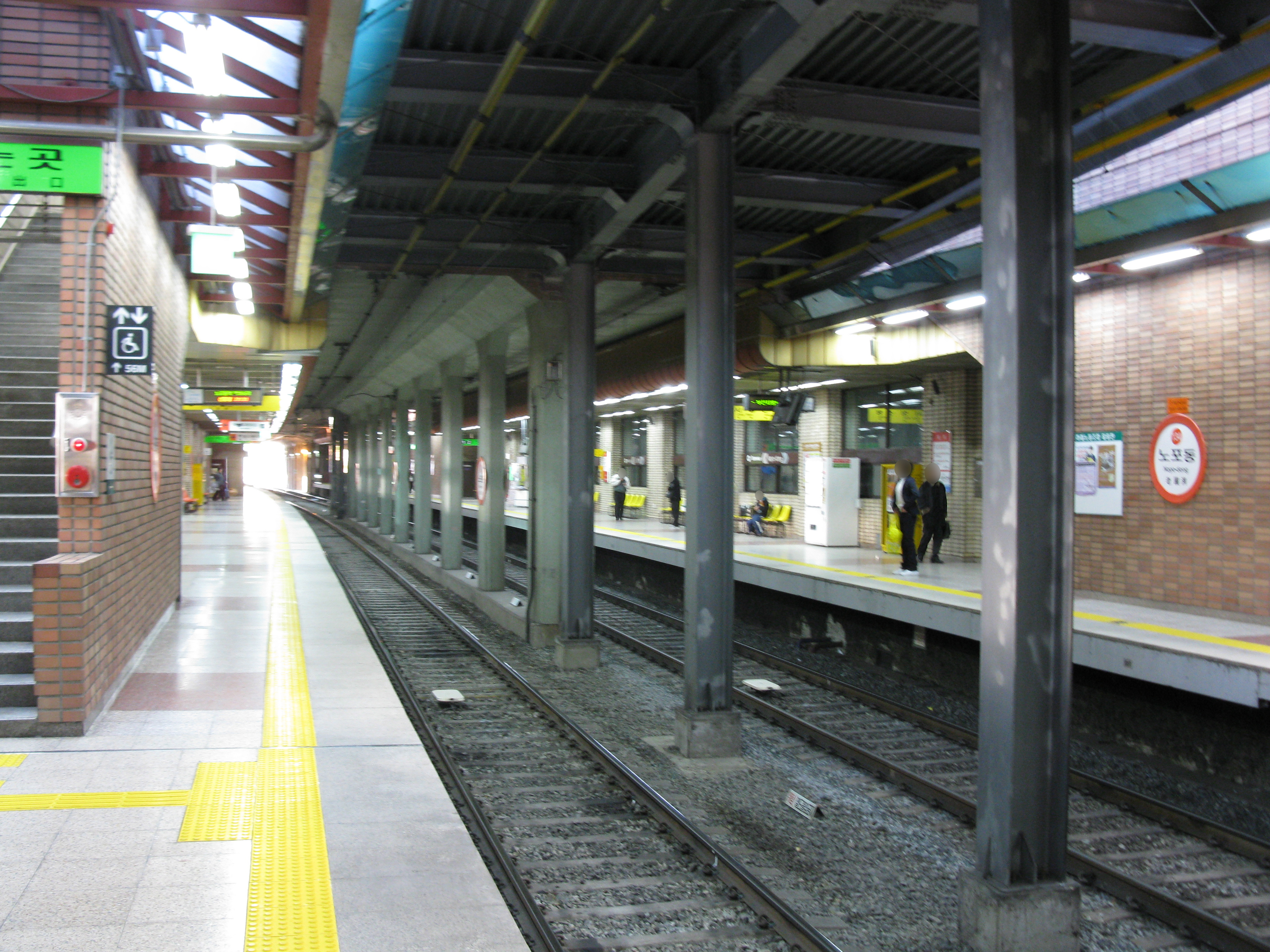
改称前のホーム（2009年2月）

## 駅周辺
- 釜山総合高速バスターミナル - 駅と直結している。
- 釜山交通公社老圃車両事業所
- 老圃洞古墳群

## 隣の駅
釜山交通公社
 1号線
梵魚寺駅 (133) - 老圃駅 (134)